# Theileriosis

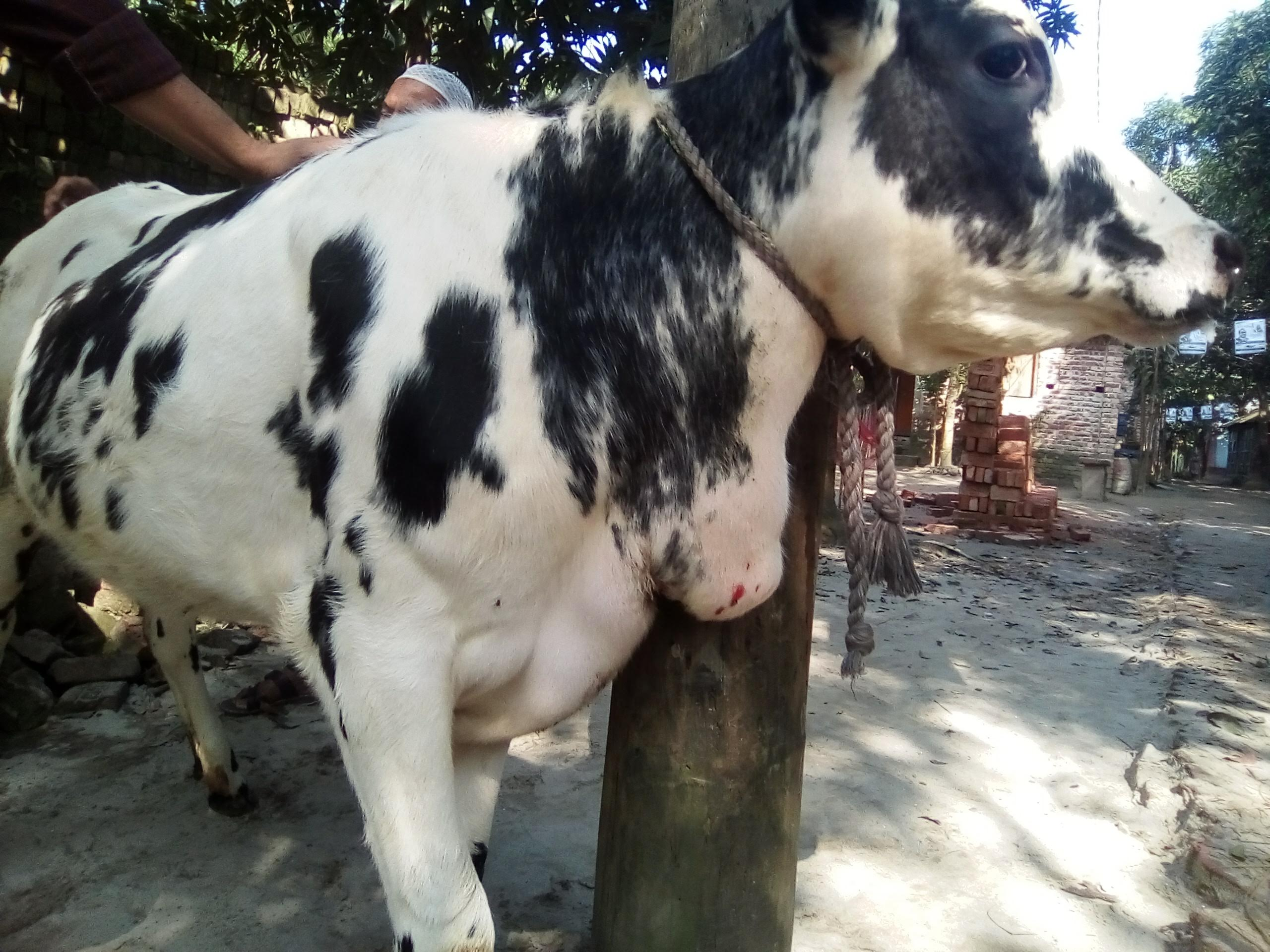
Edema de pecho en teileriosis en vaquilla. Se produjo hinchazón en la ubre.

La theileriosis es una enfermedad parasitaria (producida por protozoos hemáticos del género Theileria) que parasitan, a través de las garrapatas, el sistema mononuclear fagocítico y los eritrocitos de los vertebrados.
Se transmite a través de garrapatas.
La enfermedad afecta especialmente a los rumiantes (por ejemplo, causada en ganado bovino por Theileria parva (provoca la fiebre de la costa este, transmitida por Rhipicephalus appendiculatus)  o T. annulata (causa la theileriosis tropical, transmitida principalmente por garrapatas del género Hyalomma) y en pequeños rumiantes por  T. ovis y T. hirci) pero actualmente se considera que también afecta a équidos y perros, causada por T. equi (provoca la piroplasmosis equina) y T. annae. Estas dos especies antes se clasificaban dentro del género Babesia. y aunque la babesiosis es una enfermedad similar, esta diferenciación es importante ya que este género responden de forma diferente a los tratamientos fármacológicos.
Infectan al ganado en el este y sur de África, Oriente Medio, Nueva Zelanda,  y países asiáticos.

## Taxonomía
Dominio: Eukaryota
Reino: Protista

phylum: Alveolata
Phylum: Apicomlexa
Clase: Aconoidasida
'Orden : Piroplasmida
Familia: Theileriidae
Género: Theileria
Especie ? No esta denominada

## Ciclo biológico
En la garrapata, los gametocitos se unen formando un cigoto en las glándulas salivares se forman los vermículos (esporozoitos), que son las formas infectantes.
Cuando la garrapata se alimenta se inoculan los vermículos con la saliva. Se van a multiplicar en los linfocitos (cuerpos azules de Koch), y se desarrollan a macroesquizontes. Durante la infección de los linfocitos, algunos macroesquizontes se transforman en microesquizontes y éstos dan lugar a micromerozoitos que se liberan y pasan a infectar a los eritrocitos, donde pueden dividirse por fisión binaria. Una vez en esta fase, si una garrapata se alimenta del animal infectado, los parásitos pasarán a ella desarrollándose hasta gametocitos que se unirán para formar el cigoto.
La población de riesgo son los animales jóvenes.

## Transmisión
Theileria es transmitida por garrapatas que pertenecen a los géneros Rhipicephalus, Hyalomma, Dermacentor y Haemaphysalis.
No importa el estadio de desarrollo de la garrapata, se transmite en cualquiera de ellos; larva, ninfa o adulto. Aunque lo más frecuente es que las ninfas sean las que adquieren el parásito de la sangre de un animal infectado, y los adultos sean los que infecten a animales sanos.
Hay transmisión tranestadial, es decir, que el parásito de las larvas pasa a las ninfas y de las ninfas a los adultos. Pero no existe transmisión transovárica como en el género Babesia. 

## Signos
Fiebre elevada, anemia, linfoadenopatía, diarrea, caquexia, dificultad respiratoria, epistaxis y adelgazamiento patológico. Lesiones en pulmones, corazón, hígado, bazo y riñón. Puede haber signos neurológicos causados por la obstrucción de los capilares cerebrales.

## Diagnóstico
El diagnóstico se puede basar en los datos clínicos si se conoce la enfermedad, y la distribución de parásito y vector. Se pueden identificar los parásitos en tinciones de sangre con Giemsa y en biopsias de ganglios linfáticos.
Otras pruebas para detectar la presencia de Theileria son las técnicas inmunológicas. 

## Control
- Prevención al trasladar de zona a ganado no inmune.

- Prevenir la introducción de garrapatas.

- Diagnóstico y tratamiento de los animales infectados.

- Selección de animales resistentes.

- Control de garrapatas. En áreas muy infectadas se recomienda pulverizar o sumergir al ganado en acaricida, con el hándicap del desarrollo de resistencia unido al elevado precio de los fármacos.

- Pastoreo rotativo. Theileria no tiene transmisión transovárica, es decir, no pasa de la garrapata adulta a los huevos, por eso es factible limpiar el campo si durante un tiempo sin ganado.

- Vacunación. Existen procesos de “vacunación” primitivos y vacunas en desarrollo,  en mayo de 2010 se informó de que los gobiernos de Kenia, Malawi y Tanzania habían aprobado y registrado una vacuna para proteger el ganado. Se preparan a partir de células infectadas con esquizontes.

- Los fármacos más usados son el Bupavaquone y el lactato de Halofuginona.

## Theileriay la economía ganadera
La theileriosis limita el traslado del ganado bovino entre países ya que los animales pueden morir y esto ocasiona pérdidas. A esto se le añade la restricción en la importación de razas nuevas mejoradas, porque al ser introducidas recientemente son más propensas a sufrir la enfermedad y que ésta sea más grave.
El búfalo africano (Syncerus caffer) es un portador sano de Theileria parva lawrencei (que causa la enfermedad de Corridor, o del Corredor, una enfermedad que provoca altas tasas de mortalidad en el ganado bovino doméstico). En zonas donde el ganado entra en contacto con búfalos, la enfermedad se vuelve más compleja que en los lugares donde no hay esta interacción. Los parásitos de Theileria que portan estos grandes mamíferos africanos cambian sus antígenos, lo que provoca que el ganado que había sido inmunizado frente al parásito de un búfalo, cuando pasan unos meses, puede ser susceptible de enfermar por Theileria del mismo búfalo (el parásito habrá cambiado sus antígenos y no será reconocido por el sistema inmunitario).
Esta enfermedad es importante en la economía de las personas que se dedican a la ganadería porque causa grandes pérdidas.

## Evolución
Se cree que el género Theileria apareció por primera vez infectando a rumiantes durante el Mioceno.

## Fuente
- I. Navarrete, C. G. Nieto, M. A. Habela, D. Reina y F. Serrano, «Theileria y theileriosis», en Manuel L. Sanmartín Durán (coordinador), Avances en... Parasitología. Protozoología, Universidad de Santiago de Compostela, 1992, págs. 239-269.
- K. V. F. Jubb, P. C. Kennedi y N. Palmer. (1993): “Pathology of Domestic Animals” ed Academic Press, S.A. Fourth edition. Oval Road, London. Manual de la OIE sobre animales Terrestres. 2004. Cap. 2.3.11. “Theileriosis”.
- J.G. Grootenhuis, A. S. Young, D. A. Stagg, B. L. Leitch, T. T. Dolan y P. A. Conrad. (1987): Infection of African buffalo (Syncerus caffer) and cattle with Theileria parva lawrencei after serial passage in cattle. Research in veterinary science. 1987 May: 42 (3): 326-30.
- https://web.archive.org/web/20101220010955/http://www.ilri.org/InfoServ/Webpub/fulldocs/ilrad81/Theileriosis.htm
- http://www.cfsph.iastate.edu/Factsheets/es/theileriosis_theileria_parva_and_theileria_annulata-es.pdf

- Datos: Q481392
- Multimedia: Theileriasis / Q481392